# Пампа
Пампа, такође Пампе, Пампаси (шп. Pampa, Llanura pampeana) је травната степа на југоистоку Јужне Америке, близу ушћа реке Ла Плата. На западу је ограничена планинама Анди, док је на истоку Атлантски океан. На северу је жбуновита савана области Гран Чако. Рељеф пампи иде од веома равних до валовитих равница. 
На језику кечуа, пампа означава равницу, посебно равницу између планина. 
Пампе су по особинама сродне са аустралијским залеђем (Аутбек), јужноафричким Велдом, или Новозеландском висоравни.
Област пампа покрива око 600.000 km², и деле је државе Аргентина, Уругвај и Бразил. Пампе су пољопривредно срце Аргентине, где доминира узгој говеда. 
Разликује се влажна пампа на истоку, где су падавине равномерно распоређене током године, и сува пампа на западу, која се надовезује на планинску област Монте у западној Аргентини. У области Монте се налазе планине Сијера Пампеана. 
Клима у пампи је умерена. На истоку су разлике у температурама између годишњих доба благе услед утицаја океана. На западу клима поприма континентални карактер са врућим летима и сувим и хладним зимама. 
Дивља животиња карактеристична за област пампи је глодар патагонијска мара (Dolichotis patagonum).

## Топографија
Овај регион је углавном на ниској надморској висини, при чему највиши нивои не прелазе 600 m (2.000 ft) надморске висине. Приобална подручја су претежно равничарска, а унутрашње области (углавном у јужном делу државе Рио Гранде до Сул, Бразил и Уругвај) имају ниске брежуљке (попут Серас де Судесте у Бразилу и Кучила Гранде у Уругвају). Ниска брда прекривена пашњацима се на португалском називају кошилас, а на шпанском кучилас (шпански одговор: [ку'тʃиʃɐс]), и то је најтипичнији пејзаж сеоских подручја у северним деловима Пампаса. Највиша надморска висина региона Пампас се налази у планинама Сијера де ла Вентана, у јужном делу провинције Буенос Ајрес, са 1.239 m (4.065 ft) на врху Черо Трес Пикос.

## Клима
Клима Пампаса је углавном умерена, постепено уступајући место влажнијој суптропској клими на северу (Cfa, према Кепеновој климатској класификацији); хладна полусушна клима (BSk) на јужним и западним рубовима (као што су провинција Сан Луис, западна провинција Ла Пампа и јужна провинција Буенос Ајрес); и океанска клима (Cfb) у југоисточном делу (у регионима Мар дел Плата, Тандил и планине Сијера де ла Вентана, Аргентина). Летње температуре су уједначеније од зимских, углавном се крећу од 28—33 °C (82—91 °F) током дана. Међутим, већина градова у Пампасу повремено има високе температуре које достижу 38 °C (100 °F), као што се дешава када топао, сув, северни ветар дува из јужног Бразила, северне Аргентине или Парагваја. Јесен долази постепено у марту и достиже врхунац у априлу и мају. У априлу, највиша температура се креће од 20—25 °C (68—77 °F), а најнижа од 9—13 °C (48—55 °F). Први мразеви стижу средином априла на југу и крајем маја или почетком јуна на северу.
Зиме су углавном благе, али се често јављају хладни таласи. Типичне температуре се крећу од 12—19 °C (54—66 °F) током дана и од 1—6 °C (34—43 °F) ноћу. Са јаким северним ветровима, дани од преко 25 °C (77 °F) могу се забележити скоро свуда, а током хладних таласа високе температуре могу бити само 6 °C (43 °F). Мраз се јавља свуда у Пампасу, али је много чешћи на југозападу него око река Парана и Уругвај. Температуре испод −5 °C (23 °F) могу се појавити свуда, али вредности од −10 °C (14 °F) или ниже су ограничене на југ и запад. Снег скоро никада не пада у најсевернијој трећини, а на другим местима је редак и слаб, осим у изузетним случајевима у којима су дубине достигле 30 cm (12 in).
Пролећа су веома променљива; топлије је од јесени у већини области (посебно на западу), али знатно хладније дуж Атлантика. Насилне олује су чешће, као и велике температурне варијације: дани од 35 °C (95 °F) могу уступити место ноћима испод 5 °C (41 °F) или чак мразу, све у року од само неколико дана.
Падавине се крећу од 1.200 mm (47 in) на североистоку до око 500 mm (20 in) на јужним и западним ивицама. На западу је то веома сезонски, са падавинама на неким местима у просеку од 120 mm (4,7 in) месечно током лета, а само 20 милиметара (0,8 in) месечно зими. Источна подручја имају мале врхунце у јесен и пролеће, са релативно кишовитим летима и зимама које су само мало сушније. Међутим, тамо где летња киша пада као кратке, јаке олује, зимска киша пада углавном као хладна киша, те је количина кишних дана прилично константна. Веома интензивне олује са грмљавином су уобичајене у пролеће и лето, и оне су међу невременима са најчешћим муњама и највишим конвективним врховима облака на свету. Озбиљне олује са грмљавином производе интензивне олује са градом, праћене поплавама и бујичним поплавама, и најконзистентнији су регион торнада изван централног и југоисточног САД.

## Дивље животиње
Људска активност изазвала је велике промене у дивљини Пампаса. Врсте попут пуме, ноја и пампаског јелена изгубиле су своја станишта посебно због ширења пољопривреде и сточарства.
- Пампаски јелен
- Пампаска лисица
- Реа
- Јужни вриштач

## Вегетација
Историјски гледано, чести пожари су осигурали да само мале биљке као што су траве успевају, док је дрвеће било ређе. Доминантни типови вегетације су травнате прерије и травнате степе, у којима су посебно упадљиве бројне врсте трава рода Stipa. „Пампаска трава” (Cortaderia selloana) је култна врста Пампаса. Вегетација обично укључује вишегодишње траве и биље. Различити слојеви трава настају због градијената доступности воде.
|  |  |  |